# شهرستان اوگوستوف
شهرستان اوگوستوف (به لهستانی: Powiat Augustów) یک منطقهٔ مسکونی در لهستان است که در استان پودلاسکی واقع شده‌است. شهرستان اوگوستوف ۱٬۶۵۸٫۲۷ کیلومتر مربع مساحت و ۵۸٬۹۶۶ نفر جمعیت دارد.